# Garvale, Somvarpet
Garvale là một làng thuộc tehsil Somvarpet, huyện Kodagu, bang Karnataka, Ấn Độ.